# Martin Roth (Kulturwissenschaftler)

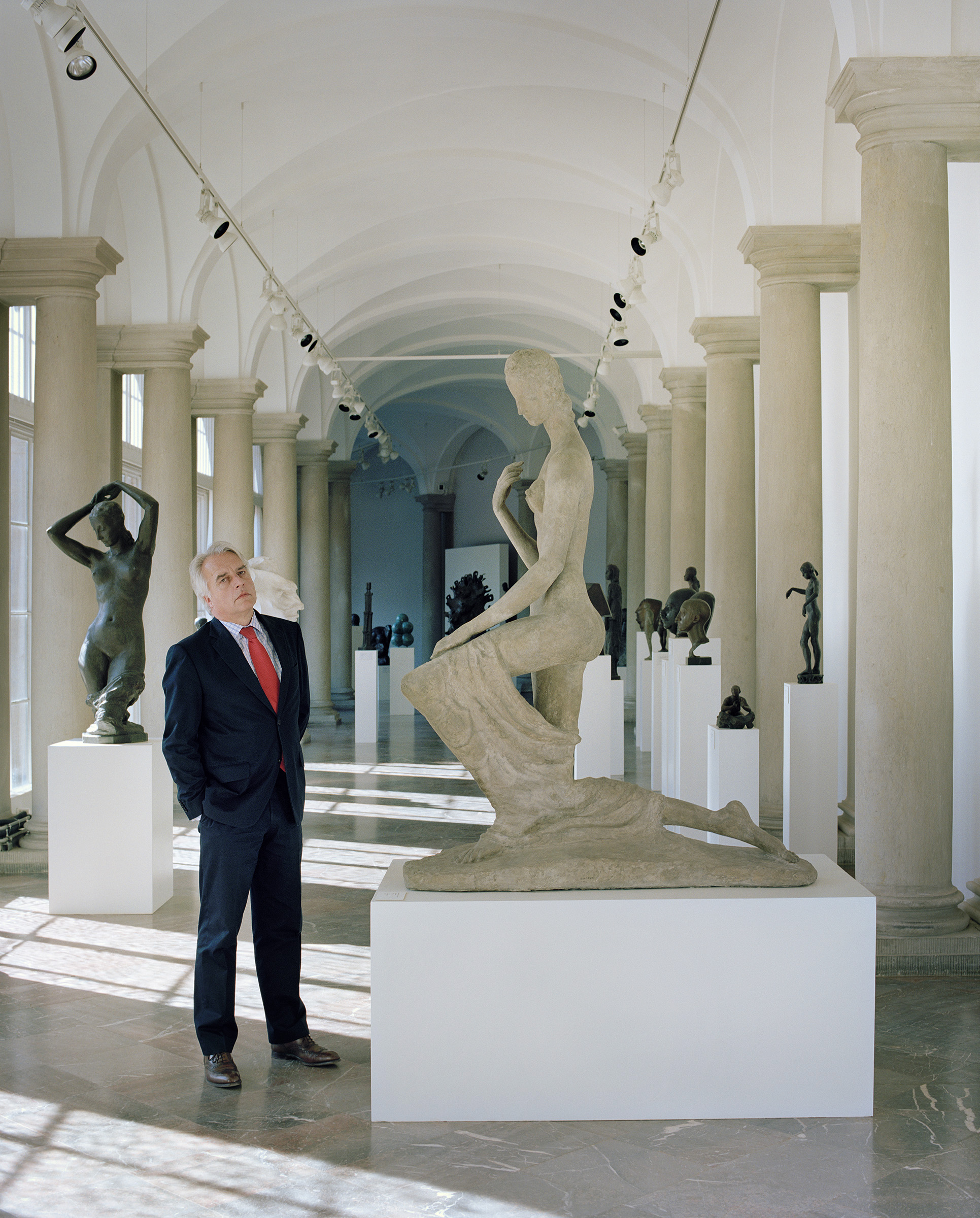
Martin Roth fotografiert von Oliver Mark vor Wilhelm Lehmbruck’s 1911 entstandener Figur Die Kniende in den Staatlichen Kunstsammlungen Dresden (2008)

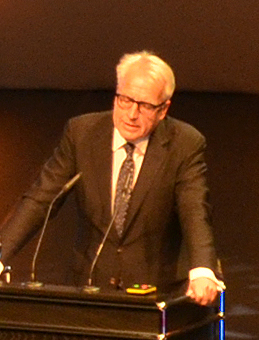
Martin Roth bei seiner Festrede zur Eröffnung der 5. KunstFestSpiele Herrenhausen in Hannover im Juni 2014

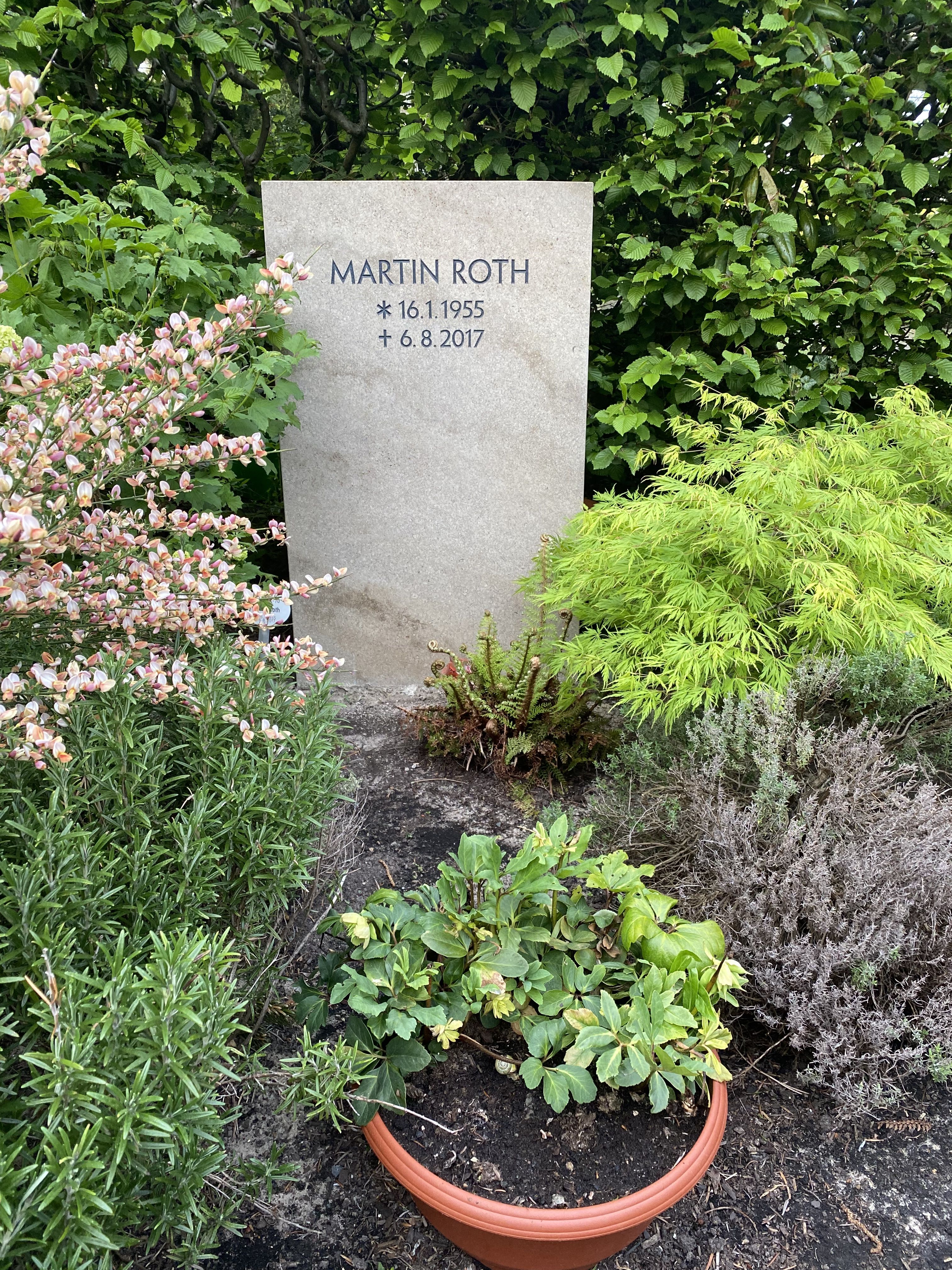
Grabstätte im Feld 011-70

Martin Roth (* 16. Januar 1955 in Stuttgart; † 6. August 2017 in Berlin) war ein deutscher Museumsdirektor, Kulturwissenschaftler und Kulturmanager. Er war von  1995 bis 2003 Präsident des Deutschen Museumsbundes. Von 1991 bis 2001 war er Direktor des Deutschen Hygiene-Museums Dresden, 2001 bis 2011 Generaldirektor der Staatlichen Kunstsammlungen Dresden und von 2011 bis 2016 Direktor des Victoria and Albert Museums in London.

## Leben und Karriere
Roth studierte an der Universität Tübingen Empirische Kulturwissenschaft. 1984 schloss er mit einer Magisterarbeit über die Geschichte kulturhistorischer Museen im Nationalsozialismus ab. 1987 wurde Roth in Tübingen mit einer Dissertation über die Geschichte des kulturhistorischen Museums promoviert.
Nach Forschungsaufenthalten an der Maison des Sciences de l'Homme und am Deutschen Historischen Institut in Paris begann Roth 1989 als Wissenschaftlicher Mitarbeiter am Deutschen Historischen Museum Berlin. 1991 wurde er Direktor des Deutschen Hygiene-Museums Dresden. Im Jahr 2000 arbeitete er für die Expo 2000 in Hannover, bei der Roth mit Szenografie arbeitete und das Konzept für Ausstellungsgestaltung im deutschsprachigen Raum bekannt machte. In den Jahren 1995 bis 2003 war Roth zudem Präsident des Deutschen Museumsbundes.
Von 2001 bis 2011 war er Generaldirektor der Staatlichen Kunstsammlungen Dresden und seit 2003 Honorarprofessor für Kulturpolitik und Kulturmanagement an der Technischen Universität Dresden.
Vom 1. September 2011 bis 2016 war er Direktor des Victoria and Albert Museum in London. Am 4. September 2016 wurde bekannt, dass Roth seine Tätigkeit als Direktor des Victoria and Albert Museums zum nächstmöglichen Zeitpunkt beendet. Dabei wurde erklärt, der Abschied geschehe offenbar ohne einen direkten Wechsel auf eine attraktivere berufliche Position. Roth begründete seinen Weggang mit dem Brexit, den er als persönliche Niederlage empfinde. Er äußerte, die nationalistischen und antieuropäischen Strömungen erforderten ein stärkeres und unmittelbareres Engagement. Es sei Zeit, Farbe zu bekennen.
Martin Roth wurde vom Präsidium des Instituts für Auslandsbeziehungen (ifa) in seiner Sitzung am 21. Juni 2016  einstimmig zu seinem neuen ehrenamtlichen Präsidenten gewählt und trat sein Amt am 1. Juli 2017 an. Roth engagierte sich für die Initiative Offene Gesellschaft.
Martin Roth zu Ehren wurde nach seinem Tod die Martin-Roth-Initiative ins Leben gerufen. Sie wird als Gemeinschaftsprojekt vom Institut für Auslandsbeziehungen (ifa) und dem Goethe-Institut getragen und vergibt Stipendien für temporäre Schutzaufenthalte in Deutschland oder Drittstaaten an Kunst- und Kulturschaffende, die sich in ihrem Heimatland für die Freiheit der Kunst, Demokratie und Menschenrechte engagieren und deswegen dort bedroht werden.

## Privates
Roth lebte zuletzt in Berlin und war Vater von drei Kindern. Er erlag im August 2017 seiner kurzen Krebserkrankung im Kreis seiner Familie im Alter von 62 Jahren in Berlin. Seine letzte Ruhestätte erhielt er auf dem Friedhof Zehlendorf.

## Auszeichnungen
2008 wurde Roth zum Ritter im französischen Orden Ordre des Arts et des Lettres ernannt. 2010 wurde ihm das Ritterkreuz des Dannebrogordens verliehen. 2017 wurde er zum Ehrensenator der Eberhard Karls Universität Tübingen ernannt.

## Publikationen (Auswahl)
- Kulturhistorische Museen und nationalpolitische Erziehung, Magisterarbeit, Universität Tübingen [1987], OCLC 839889184, 201 Seiten.
- Heimatmuseum 1918 - 1945; eine deutsche Institution im Wandel der politischen Systeme, Tübingen 1987, OCLC 917998791  (Dissertation Universität Tübingen 1987, 445 Seiten, illustriert).
- Heimatmuseum. Zur Geschichte einer deutschen Institution (= Berliner Schriften zur Museumskunde, Band 7). Mann, Berlin 1990, ISBN 3-7861-1547-8.
- mit Gottfried Korff (Hrsg.): Das historische Museum: Labor, Schaubühne, Identitätsfabrik. Campus, Frankfurt am Main 1990, ISBN 978-3-593-34349-5.
- mit Beate Elsen-Schwedler: Wasser Wolken Wind. Ausstellungskatalog, Swiridoff, Schwäbisch Hall 2016, ISBN 978-3-89929-338-8.
- In aller Munde. Einhundert Jahre Odol  (Hrsg. für das Deutsche Hygiene-Museum). Lingner + Fischer GmbH, Bühl / Baden 1993, ISBN 978-3-89322-550-7.
- postum: Widerrede! Eine Familie diskutiert über Populismus, Werte und politisches Engagement. Verlag der Evangelischen Gesellschaft Stuttgart, Stuttgart 2017, ISBN 978-3-945369-45-6.